# Мерке (санаторне селище)
Мерке́ (каз. Меркі) — санаторне селище у складі Меркенського району Жамбильської області Казахстану. Входить до складу Меркенського сільського округу.
У радянські часи селище називалось Санаторій Меркенка.
Населення — 170 осіб (2021; 256 у 2009, 126 у 1999, 163 у 1989).